# バーデン共和国

バーデン共和国
Republik Baden  (ドイツ語)

バーデン共和国の位置（1925年）

バーデン共和国（ドイツ語: Republik Baden）は、1918年のドイツ革命によるバーデン大公国の解体によって成立した、ドイツ国の州のひとつである。ヴァイマル共和政の下で議会制民主主義を敷いていた。ドイツ国の州の中では唯一「共和国（Republik）」を名乗った州である。

## 成立まで

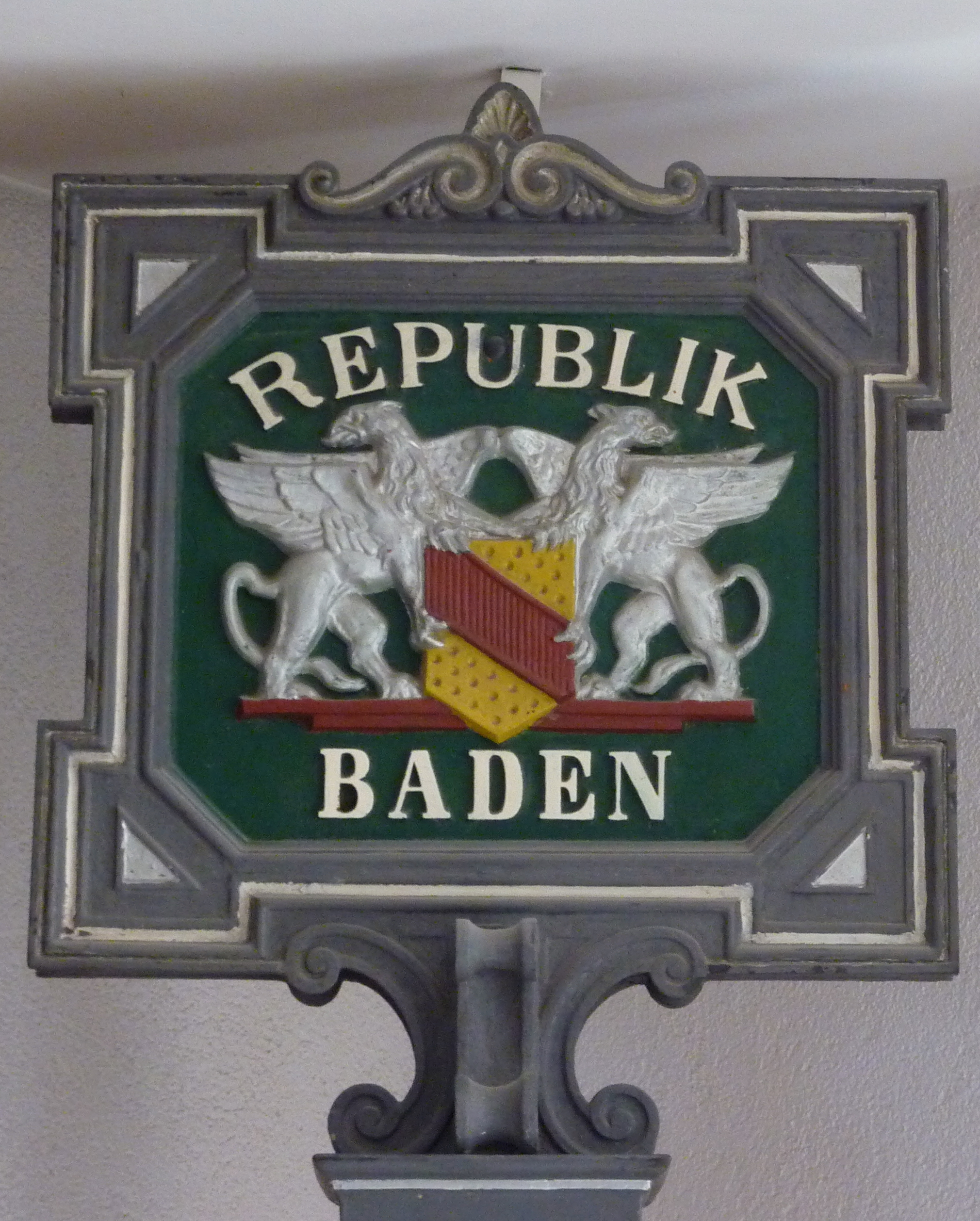
バーデン共和国

1918年10月にバーデン大公フリードリヒ2世の従弟で自由主義者のマクシミリアン・フォン・バーデンが帝国宰相となり、11月2日にはバーデン大公国でも選挙制度改革の実施が発表されたが、革命への流れを防ぐことはできなかった。11月3日のキールの反乱に続いて11月8日にはラールとオッフェンブルク、その翌日にはマンハイム、さらには首都カールスルーエでも労兵レーテが結成された。一方、カールスルーエでは市政府、市議会や政党が福祉委員会を組織して労兵レーテとの交渉にあたり、11月10日には臨時政府の樹立を宣言して翌11日には労兵レーテがこれを受け入れた。 
新首相に選出されたアントン・ガイスは、前首相ハインリヒ・フォン・ウント・ツー・ボートマンとともにツヴィンゲンベルク城に退避したフリードリヒ2世を訪ね、11月13日には大公から臨時政府の承認を取り付けた。 
臨時政府は11月14日にバーデン自由人民共和国 (Freie Volksrepublik Baden) の樹立を宣言し、制憲議会の選挙日を1919年1月5日と決定した。11月22日にはランゲンシュタイン城でフリードリヒ2世が退位宣言に署名し、マクシミリアン・フォン・バーデンの承諾を得て彼を大公世子に指名した。退位したフリードリヒ2世は、バーデン辺境伯を名乗った。 

## 国名
1918年11月10日にバーデン臨時政府が樹立されたが、この時点では国名は新たに召集される州議会で決定するとして留保された。これに対して、11月14日に新たに発足したバーデン臨時人民政府は、バーデン自由人民共和国 (Freie Volksrepublik Baden) の樹立を宣言した。 
1919年3月21日には憲法が制定された。憲法ではバーデンは民主主義共和国 (demokratische Republik) であると定義づけ、「バーデン共和国 (Badische Republik)」という用語を用いている。多くの文献で君主制廃止後のバーデンを自由州 (Freistaat) あるいは人民共和国 (Volksrepublik) としているが、憲法にはこのどちらの語も使われてはいない。 

## 政治

### 政府
11月9日夜から10日にかけて、カールスルーエ市長カール・ジークリストが福祉委員会を組織し、労兵レーテと交渉を行った結果、臨時政府を樹立することで合意をみた。 
制憲議会は1919年1月5日に選挙が行われ、1月15日に召集された。ドイツ独立社会民主党は議席を確保できなかったため1月7日に臨時政府から退き、ドイツ全土でいわゆるヴァイマル連合を結成したドイツ社会民主党、ドイツ民主党、ドイツ中央党が臨時政府に残った。 
1919年3月21日には憲法が制定され、議会は第39条に定められた職権において、第52条に基づいて内閣の閣僚を選出した。第52条では、内閣は「法により員数および職務を定める閣僚により構成される。閣僚は、議会における選挙により選出され、議会が指定する職務を担当する。議会は、1年ごとに閣僚の中から首相およびその代理となる者を任命する。必要に応じて、議会は議会に議席と投票権を持たない組織の構成員を閣僚に任命することができる。その場合、その数は議会に議席を持つ閣僚の数を超えてはならない」と定めており、実際に1920年から1929年までほぼ毎年異なる政党から異なる人物が首相に就任した。 
ヴァイマル連合は1929年11月21日までバーデン共和国与党であった。1929年10月の議会選挙で民主党が連立から外れ、中央党と社会民主党が政権を維持した。1930年11月には連立与党にドイツ人民党が参加した。一方、バーデン政教条約を巡って対立が起き、社会民主党が連立から外れた。 
1933年3月31日のラントとライヒの均制化に関する暫定法律は、各州から自治権を奪うものであった。これに先だって、1933年3月8日にドイツ国内務大臣ヴィルヘルム・フリックがバーデン地方政府に対して1933年2月28日付国民と国家を保護するための大統領令を適用すると通知し、ナチ党のバーデン大管区指導者ローベルト・ヴァーグナーをバーデン国家弁務官に任命した。 
1933年3月9日には、ヴァーグナーがバーデン共和国全土に対して自身はドイツ国政府からバーデンの国家機関全体の権力を引き継ぐよう指示されたと声明した。 
続く1933年4月7日にはラントとライヒの均制化に関する第二法律が施行され、現行の共和国政府を廃止してライヒ首相が任命する国家代理官を派遣することが決定した。1933年5月5日にヴァーグナーはバーデンの国家代理官に任命され、翌6日にはヴァルター・ケーラーがバーデン共和国首相に就任した。 
| 名称                 | 首相                                      | 任期                             | 党派                                                   | 選任                       |
| -------------------- | ----------------------------------------- | -------------------------------- | ------------------------------------------------------ | -------------------------- |
| 臨時政府             | アントン・ガイス (社会民主党)             | 1918年11月10日 － 1919年4月2日   | 社会民主党、独立社会民主党、進歩人民党、民主党、中央党 | 労兵レーテおよび福祉委員会 |
| 第二次ガイス内閣     | アントン・ガイス (社会民主党)             | 1919年4月2日 － 1920年8月4日     | ヴァイマル連合 (社会民主党、民主党、中央党)            | 制憲議会                   |
| 第一次トゥルンク内閣 | グスタフ・トゥルンク (中央党)             | 1920年8月4日 － 1921年11月21日   | ヴァイマル連合                                         | 制憲議会                   |
| フンメル内閣         | ヘルマン・フンメル (民主党)               | 1921年11月21日 － 1922年11月7日  | ヴァイマル連合                                         | 第一期議会                 |
| 第一次レンメレ内閣   | アダム・レンメレ (社会民主党)             | 1922年11月7日 － 1923年11月7日   | ヴァイマル連合                                         | 第一期議会                 |
| 第一次ケーラー内閣   | ハインリヒ・ケーラー (中央党)             | 1923年11月7日 － 1924年11月7日   | ヴァイマル連合                                         | 第一期議会                 |
| ヘルパッハ内閣       | ヴィリー・ヘルパッハ (民主党)             | 1924年11月7日 － 1925年11月26日  | ヴァイマル連合                                         | 第一期議会                 |
| 第二次トゥルンク内閣 | グスタフ・トゥルンク(中央党)              | 1925年11月26日 － 1926年11月23日 | ヴァイマル連合                                         | 第二期議会                 |
| 第二次ケーラー内閣   | ハインリヒ・ケーラー (中央党)             | 1926年11月23日 － 1927年2月3日   | ヴァイマル連合                                         | 第二期議会                 |
| 第三次トゥルンク内閣 | グスタフ・トゥルンク(中央党)              | 1927年2月3日 － 1927年11月23日   | ヴァイマル連合                                         | 第二期議会                 |
| 第二次レンメレ内閣   | アダム・レンメレ (社会民主党)             | 1927年11月23日 － 1928年11月23日 | ヴァイマル連合                                         | 第二期議会                 |
| 第一次シュミット内閣 | ヨーゼフ・シュミット (中央党)             | 1928年11月28日 － 1929年11月21日 | ヴァイマル連合                                         | 第二期議会                 |
| 第二次シュミット内閣 | ヨーゼフ・シュミット (中央党)             | 1929年11月21日 － 1930年11月20日 | 社会民主党、中央党                                     | 第三期議会                 |
| ヴィットマン内閣     | フランツ・ヨーゼフ・ヴィットマン (中央党) | 1930年11月20日 － 1931年9月18日  | 社会民主党、中央党、人民党                             | 第三期議会                 |
| 第三次シュミット内閣 | ヨーゼフ・シュミット (中央党)             | 1931年9月18日 － 1933年3月10日   | 社会民主党、中央党、人民党                             | 第三期議会                 |
| 大管区指導者         | ロベルト・ヴァーグナー (ナチ党)           | 1933年3月10日 － 1933年5月6日    | ナチ党、鉄兜団                                         | ドイツ国政府による任命     |
| ケーラー内閣         | ヴァルター・ケーラー (ナチ党)             | 1933年5月6日 － 1945年4月4日     | ナチ党                                                 | 国家代理官による任命       |

### 議会
1919年1月5日の制憲議会選挙で、中央党が社会民主党を抑えて第一党となった。ヴァイマル連合の得票率は実に91.5％に達した。1919年3月21日、制憲議会は新憲法を満場一致で採択した。憲法は4月にドイツ史上初の国民投票にかけられ、大多数の有権者が賛成票を投じた。バーデン共和国憲法は、ヴァイマル共和政において唯一国民投票の採決を経た憲法であった。議会は1919年4月にヴァイマル連合を与党とする政府を選出した。 

#### 選挙結果
括弧内は議席数。得票率は、規定以下の場合は議席が割り当てられないため、合計が100%にならない。 
| 年   | 中央党      | 社会民主党  | 民主党      | キリスト教 人民党 | 国家人民党 | バ－デン 農村同盟 | 人民党    | 共産党    | 独立社会 民主党 | WVbM       | ナチ党    | 中産階級 帝国党 | キリスト教 社会人民奉仕 | 農村住民党 |
| 1919 | 36.6%（39） | 32.1%（36） | 22.8%（25） | 7.0%（7）         | -          | -                 | -         | -         | -               | -          | -         | -               | -                       | -          |
| 1921 | 37.9%（34） | 22.7%（20） | 8.5%（7）   | 8.5%（7）         | 8.5%（7）  | 8.3%（7）         | 6.0%（5） | 3.9%（3） | 3.0%（2）       | 1.3%（1）  | -         | -               | -                       | -          |
| 1925 | 36.8%（28） | 20.9%（16） | 8.7%（6）   | -                 | 12.2%（9） | 12.2%（9）        | 9.2%（7） | 6.2%（4） | -               | 3.0％（2） | -         | -               | -                       | -          |
| 1929 | 36.7%（34） | 20.1%（18） | 6.7%（6）   | 3.7%（3）         | 3.7%（3）  | -                 | 8.0%（7） | 5.9%（5） | -               | -          | 7.0%（6） | 3.8%（3）       | 3.8%（3）               | 3.0%（3）  |

1933年まで、バーデン共和国首相は主に中央党から選出されていた。ナチ党政権はヴュルテンベルクと合邦させることを検討していたが、結局第二次世界大戦の終戦まで実現することはなかった。 

## 地方行政
1924年まで、バーデンは4つの政府直轄区と11地区、53行政区に分かれていた。 1924年以降は行政区は40に再編されたが、自治体数は1,536で変わらなかった。 

## オーバーライン帝国大管区
1940年6月22日にフランスとドイツの間で停戦が成立すると、アルザス地方はドイツ軍政下に置かれた。1940年8月2日にはアドルフ・ヒトラーの命令によりストラスブールを本部とするアルザス民政地域が置かれ、民政局長にはバーデン国家代理官ロ－ベルト・ヴァーグナーが任命された。また、1941年3月22日にナチ党のバーデン大管区にアルザス地方が編入され、バーデン＝エルザス大管区となった。アルザス民政地域にはバーデンから多くの役人が出向し、行政部門の長も多くはバーデンの対応する部門の長が兼ねていた。これはバーデンとアルザスを合併し、管区都をストラスブールに置く「オーバーライン帝国大管区」を創設するための準備であった。この一環で、バーデンの省庁はカールスルーエからストラスブールに移転することになり、内務省と財務・経済省は閉鎖されたが、文化省は移転しなかった。バーデン文化省の官報は、1943年1月1日にアルザス民政地域の対応する部門の官報と統合された。 
しかし、結局オーバーライン帝国大管区は実現せず、バーデン＝エルザス大管区のまま留め置かれた。 
その後、1945年4月にはバーデン北部はアメリカ欧州陸軍第7軍、南部は自由フランス第1軍に占領された。 

## 戦後
第二次世界大戦後、バーデンは引き続き北部がアメリカ占領地域、南部がフランス占領地域となった。アメリカ占領地帯とフランス占領地帯の境界は、アウトバーンカールスルーエ＝ミュンヘン線 (現在のアウトバーン 8) がアメリカ占領地帯にすべて含まれるように設定された。その後、連合軍軍政府は1945年から1946年にかけてアメリカ占領地域にヴュルテンベルク＝バーデン州、フランス占領地域にバーデン州およびヴュルテンベルク＝ホーエンツォレルン州を置いた。 
1949年5月23日のドイツ連邦共和国の成立にあたって、基本法第118条でこの3州を再編することが定められた。これにより、1952年4月25日にヴュルテンベルク＝バーデン州、バーデン州およびヴュルテンベルク＝ホーエンツォレルン州は合併してバーデン＝ヴュルテンベルク州となった。 